# Jorge Araya (Fußballspieler, 1924)
Jorge Benjamín Araya Quezada (* 21. September 1924 in Chile; † 28. Dezember 1992) war ein chilenischer Fußballspieler. Der Stürmer nahm mit der chilenischen Nationalmannschaft am Campeonato Sudamericano 1946 und Campeonato Sudamericano 1947 teil.

## Karriere

### Verein
Jorge Araya stand von 1944 bis 1947 beim CD Green Cross unter Vertrag und gewann die Meisterschaft der Saison 1945. Anschließend spielte er bei Universidad de Chile und kehrte 1952 zu Green Cross zurück.

### Nationalmannschaft
In der Nationalmannschaft Chiles debütierte Jorge Araya im Januar 1946 beim Campeonato Sudamericano in Argentinien im ersten Gruppenspiel gegen Uruguay. Bei der 0:1-Niederlage des Teams von Luis Tirado wurde er gegen Osvaldo Sáez ausgewechselt. Beim 2:1-Erfolg über Paraguay erzielte Araya sein erstes Länderspieltor. Im letzten Gruppenspiel gegen Bolivien traf Araya  doppelt. Chile wurde nach zwei Siegen und drei Niederlagen Turnierfünfter.
Beim Campeonato Sudamericano 1947 absolvierte Jorge Araya vier der sieben Partien, davon die beim 3:0-Erfolg über Ecuador und beim 1:1-Unentschieden gegen Argentinien als Einwechselspieler. La Roja beendete das Turnier in Ecuador als vierte der sieben teilnehmenden Mannschaften. Insgesamt absolvierte Araya acht Länderspiele, in denen der Offensivspieler drei Tore erzielte.

## Erfolge
Green Cross
- Chilenischer Meister: 1945